# František Votava
František Votava (31. března 1927 Častrov – 8. června 1951 Věznice Pankrác) byl český příslušník SNB a protikomunistický odbojář odsouzený v politickém procesu komunistickým režimem k trestu smrti a v roce 1951 popraven.
Narodil se v roce 1927 v Častrově. V mládí se vyučil automechanikem. Po konci druhé světové války se stal příslušníkem Sboru národní bezpečnosti. Zastával však protikomunistické názory a po komunistickém převratu se rozhodl ze země emigrovat. Učinil tak v dubnu 1950, když se mu podařilo utéct do Západního Německa. Během svého pobytu v uprchlickém táboře navázal spolupráci s americkou zpravodajskou službou CIC, stal se členem protikomunistického odboje a agentem chodcem. Po přechodu státní hranice zpět do Československa byl ovšem zatčen a za trestné činy velezrady, vyzvědačství, zběhnutí a zpronevěry v politickém procesu odsouzen k trestu smrti. Popraven byl v červnu 1951.

## Připomínky
- Jeho jméno je uvedeno na pamětní desce popraveným příslušníkům Sboru národní bezpečnosti umístěné na fasádě v podloubí před vstupem do budovy Policejního prezidia České republiky na adrese Strojnická 935/27, 170 89 Praha 7 – Holešovice.[7][8]
- Jeho jméno je rovněž uvedeno na Pomníku Miladě Horákové a Obětem komunismu v Praze 4 - Nuslích na Náměstí Hrdinů, u stanice metra Pražského povstání, před Vrchním soudem v Praze a Vrchním státním zastupitelstvím v Praze.[9]
- Jeho jméno je uvedeno na desce v řadě 20 na Čestném pohřebišti popravených a umučených z 50. let (III. odboj) na Ďáblickém hřbitově.[10]

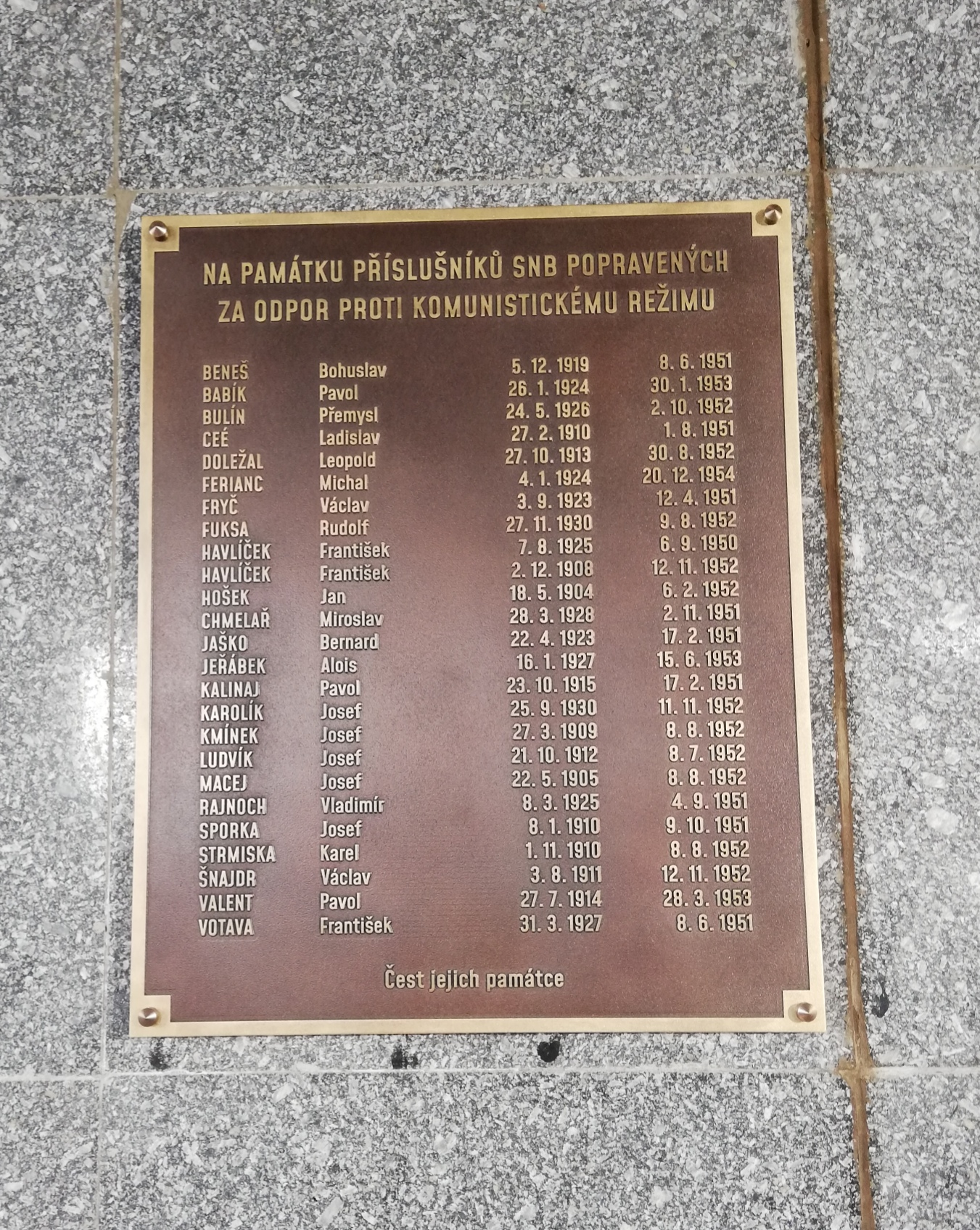
Pamětní deska popraveným příslušníkům Sboru národní bezpečnosti se jménem Fr. Votavy v pražských Holešovicích
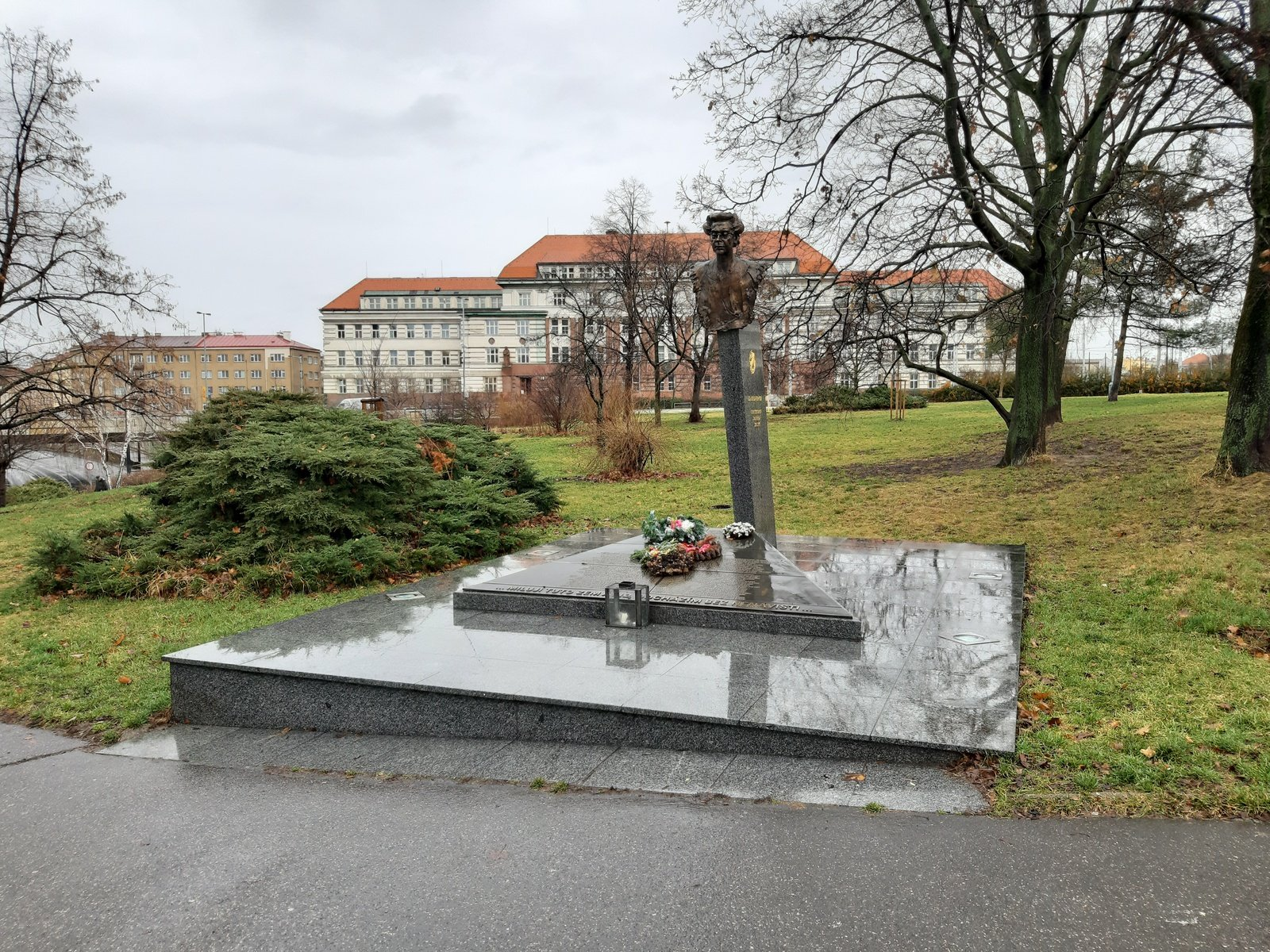
Pomník na náměstí Hrdinů v Praze 4 - Nuslích
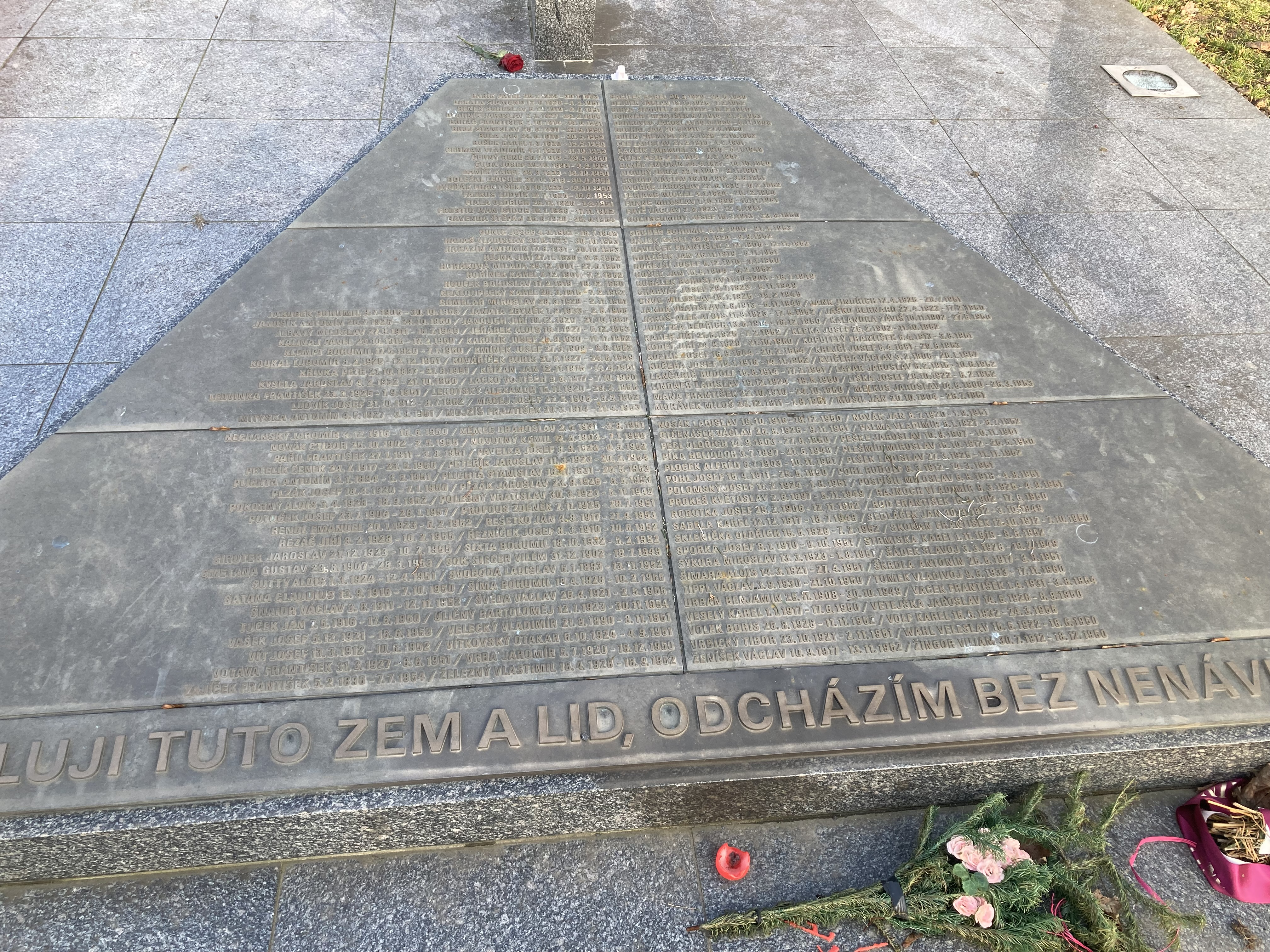
Seznam obětí komunismu se jménem Fr. Votavy na pomníku na náměstí Hrdinů v Praze 4 - Nuslích
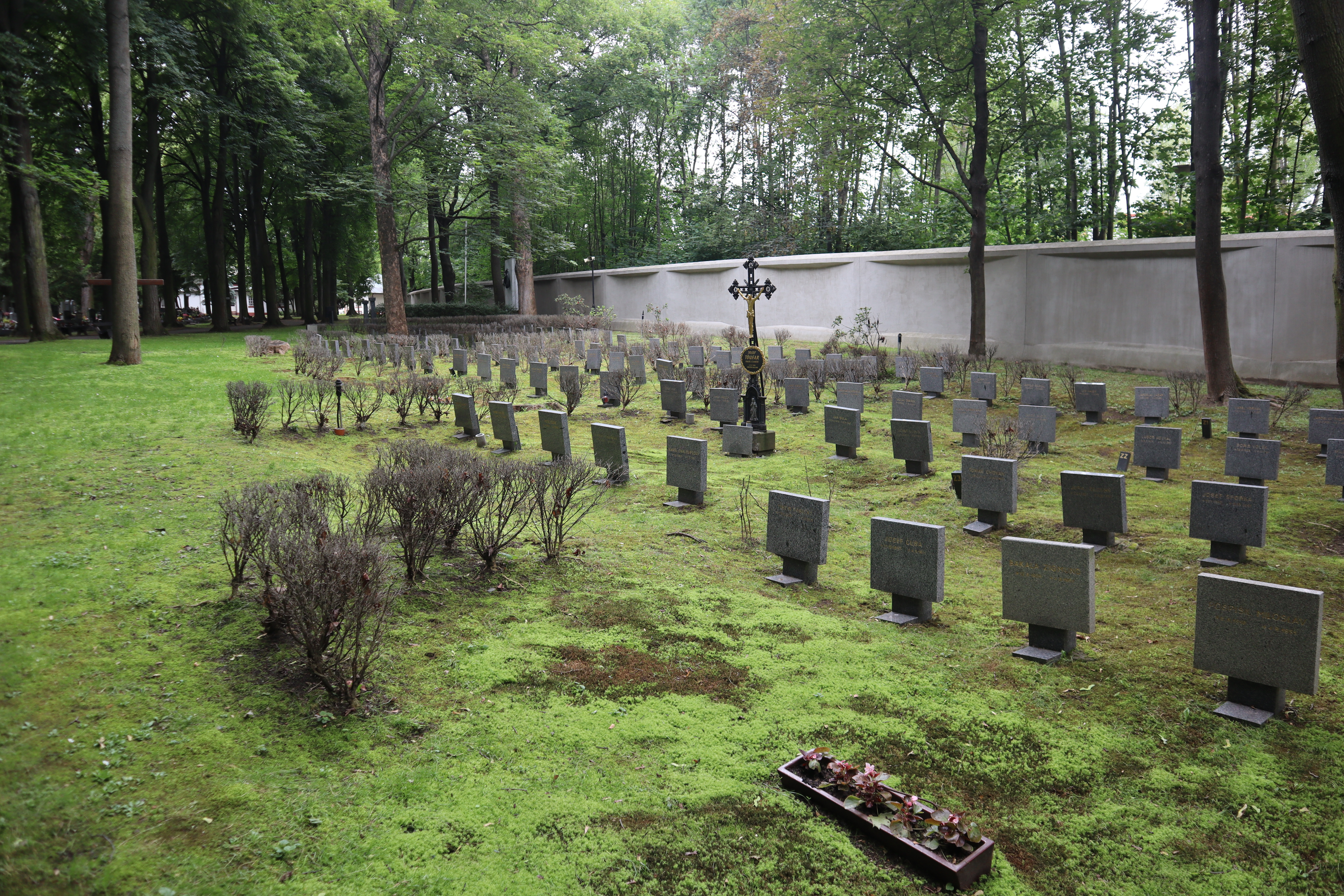
Čestné pohřebiště popravených a umučených z 50. let (III. odboj) na Ďáblickém hřbitově